# Crangonyx subterraneus
Crangonyx subterraneus is een vlokreeftensoort uit de familie van de Crangonyctidae. De wetenschappelijke naam van de soort is voor het eerst geldig gepubliceerd in 1859 door Bate.